# Elephantomyia brachyrhyncha
Elephantomyia brachyrhyncha là một loài ruồi trong họ Limoniidae. Chúng phân bố ở miền Australasia.